# Powder Veil
「Powder Veil」（パウダー・ヴェイル）は、1999年2月10日に発売されたFayrayの3rdシングル。発売元はアンティノスレコード。

## 収録曲
全曲 作詞：井上秋緒、作曲：浅倉大介
1. Powder Veil
  - 編曲：浅倉大介
2. Powder Veil（sangria mix）
  - 編曲：浅倉大介
3. Powder Veil（original backing track）
4. Powder Veil（ayumi obinata mix）
  - Remix：小日向歩

## 参加ミュージシャン
- 浅倉大介：Programming & Keyboards
- 葛城哲哉：Guitar
- 斉藤久美：Chorus

## タイアップ
- 日本テレビ系「ぐるぐるナインティナイン」エンディングテーマ（#1）

## テレビ出演
Powder Veil
- 1999年2月17日 フジテレビ系「HEY!HEY!HEY! MUSIC CHAMP」
- 1999年2月27日 TBS系「COUNT DOWN TV」
- 1999年放送日不明 日本テレビ系「日刊!ひっと」